# Jamyanguyn Buntar
Jamyanguyn Buntar (1928-1997, parfois orthographié Dshamjangijn Buntar) est un réalisateur mongol.
Il est né en 1928 dans la région de Govi-Altai. Il débute comme professeur dans une école secondaire avant de s'intéresser au cinéma et de faire des études à l'institut cinématographique de Moscou.

## Filmographie
- 1967 : Tegsguel
- 1968 : Dalaid dusal
- 1968 : Exode (film, 1968) (ru) coréalisé avec Anatoli Alekseïevitch Bobrovski (ru)
- 1975 : Ekh burdiin domog
- 1975 : Nar hirtsen jil (The Year of the Solar Eclipse)
- 1977 : Davaanii tsaan davaa
- 1979 : Uuriin tsolon
- 1981 : Gerlej amjaagui yavna
- 1982 : Tokarchin
- 1983 : L'Aigle fier, le lutteur
- 1983 : Der Scout, coréalisé avec Konrad Petzold
- 1985 : Galiin ursgal
- 1986 : Irj yavaa tsag
- 1990 : Tod magnai
- 1992 : Bulingar
- 1994 : Khalaasnii eree